# Can Manegat (Caldes de Malavella)
Can Manegat és una casa situada al nucli urbà de Caldes de Malavella (Selva). Es pot albirar des de la Plaça de Sant Grau, ja que comparteix paret amb Cal Pebrot, tot i que l'entrada es troba al carrer de les Termes Romanes. És una obra inclosa en l'Inventari del Patrimoni Arquitectònic de Catalunya.

## Descripció
És un edifici de planta quadrangular amb un cos avançat a la façana principal, compost de planta baixa i pis, amb teulades a diferent nivells, algunes de les quals són terrats, amb baranes de merlets escalonats. (Al costat esquerre hi ha terrasses i al dret teulat amb vessant desaiguat a la façana principal). Les obertures són en arc de ferradura i fistons, amb element decoratiu de rajola vidriada a manera de trencaaigües fingit, i també decoracions florals, fetes de rajola vidriada, als carcanyols. Les façanes estan pintades de color blanc. Les rajoles són de color blau i blanc. Totes les obertures estan tancades per una gelosia de fusta. Les obertures de la part inferior, a més, tenen un reixat de treball de forja. Un tancat protegeix l'edifici i el jardí que l'envolta.